# Card gros

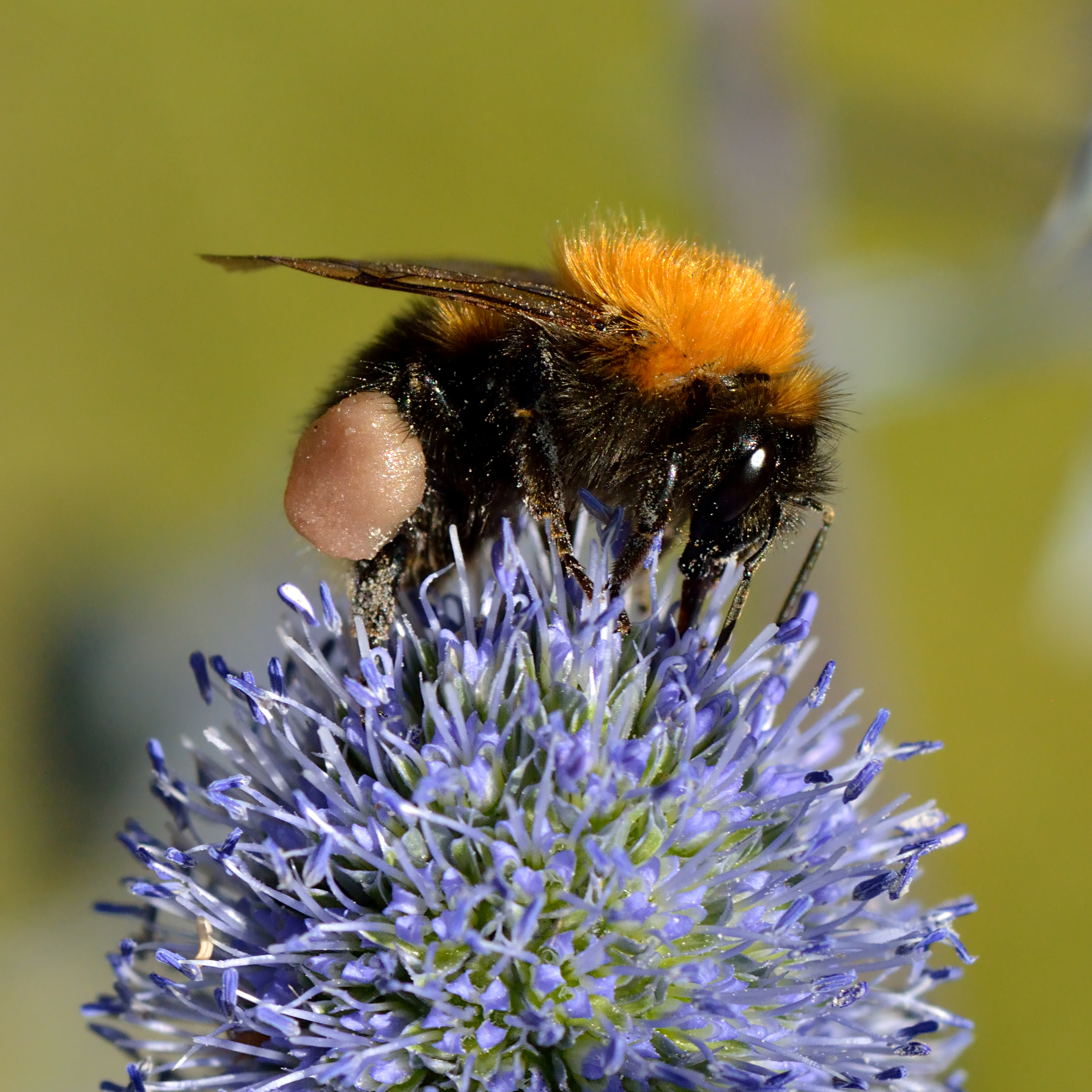

El card gros, Eryngium alpinum, és una espècie de planta dins del grup dels cards i de la família de les apiàcies es troba als Alps d'on és endèmic i, per tant, no apareix a la zona de clima alpí dels Pirineus on en canvi apareix l'espècie semblant panical blau (Eryngium bourgati).
A Itàlia és considerada una espècie rara i només es presenta als Alps orientals o occidentals, no pas als Alps centrals. També es troba als Alps Dinàrics i al Jura.
És una espècie calcícola que es troba entre els 1500 i els 2500 metres d'altitud.

## Descripció
La seva forma biològica és la d'un hemicriptòfit escapós, ja que els borrons que passen l'hivern es troben just per sota de la superfície del sòl i l'eix floral és més o menys erecte am poques fulles. Les seves arrels són profundes i robustes.
Fa de 30 a 70 cm d'alt, les fulles són sèssils. Les inflorescències es produeixen en umbel·les denses que són de color verd brillant a la base i blaves, gairebé de color coballt a la part superior.

## Hàbitat
Per la seva recol·lecció indiscriminada aquesta planta actualment ha esdevingut rara. Creix en la zona subalpina, zones rocoses i pastures humides. També es cultiva com planta ornamental per les seves pàl·lides bràctees dels capítols florals.

## Galeria fotogràfica

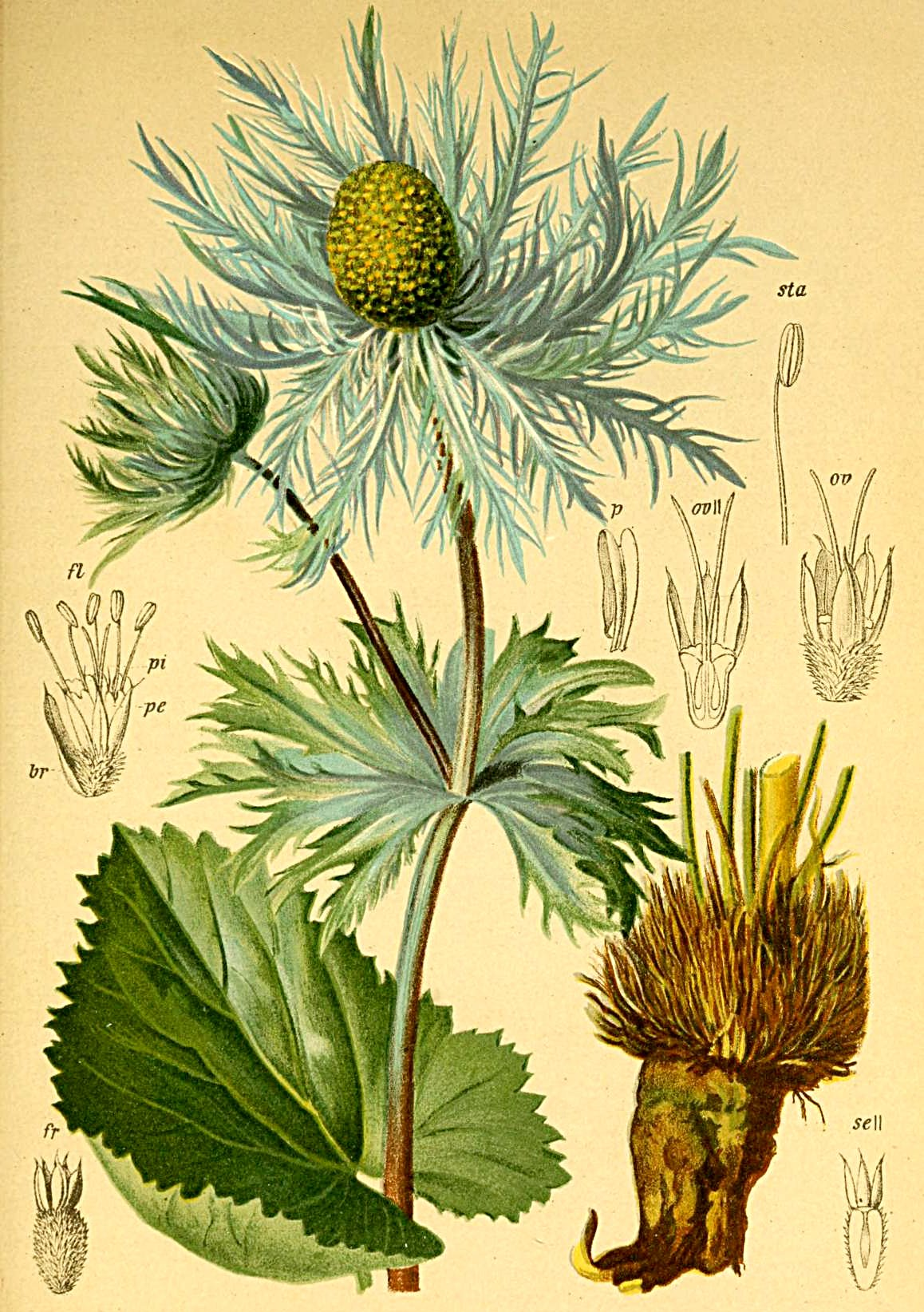
Il·lustració d'Eryngium alpinum d'Atlas der Alenflora, 1882
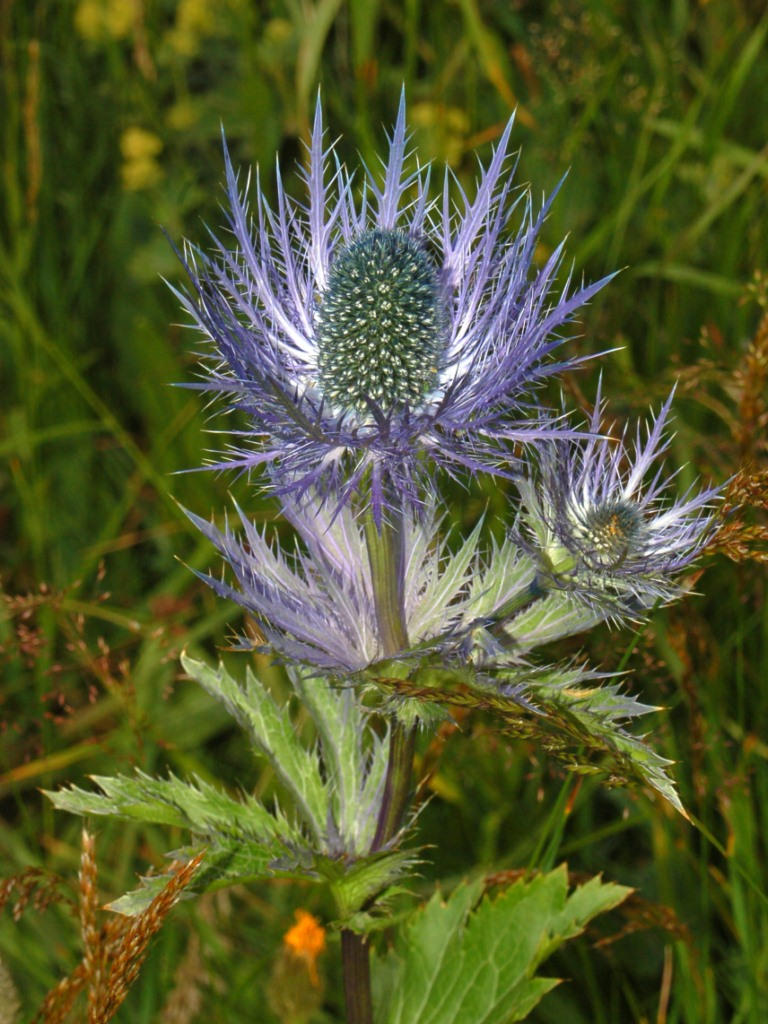
Planta d'Eryngium alpinum
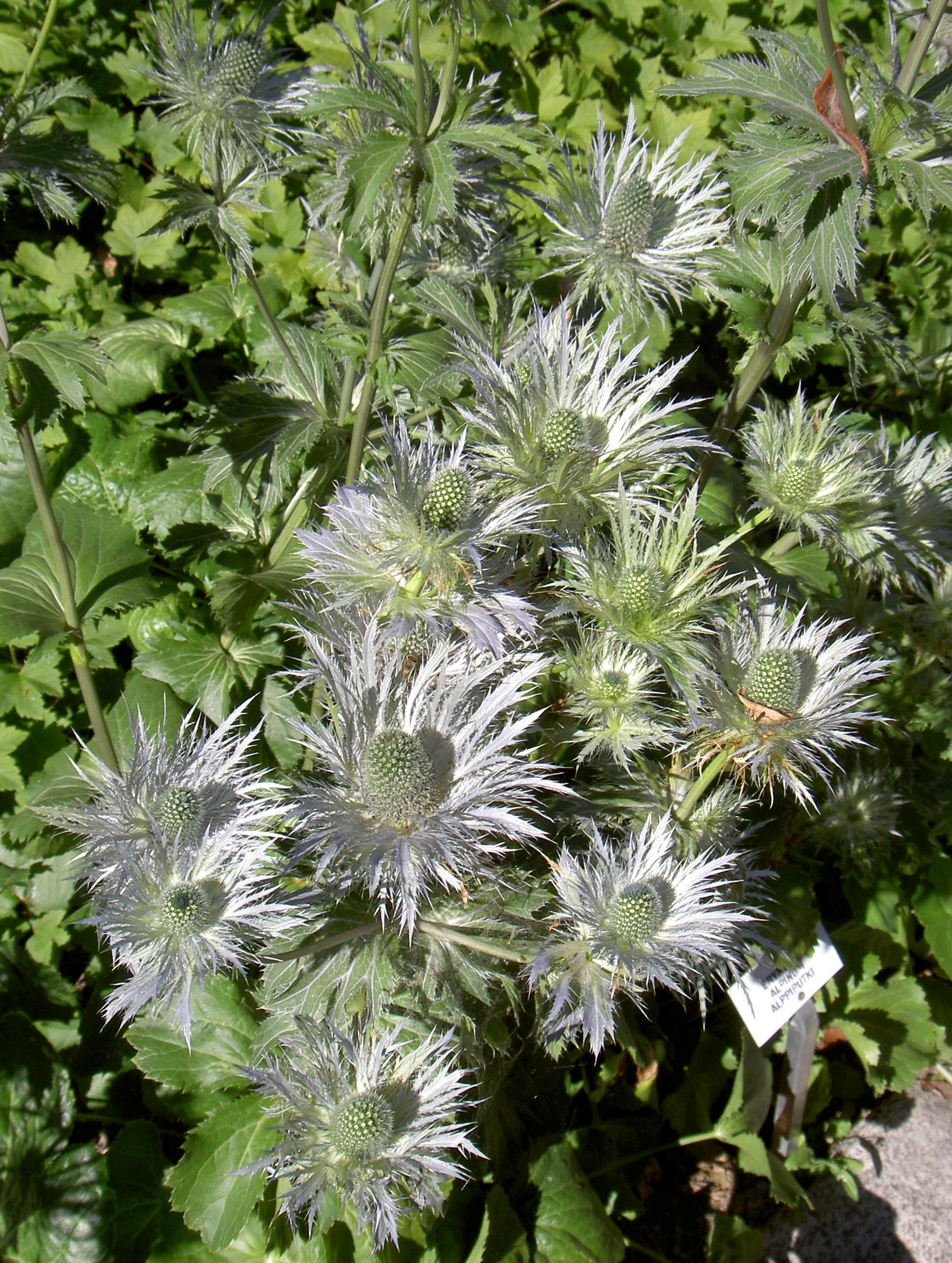
Plantes d'Eryngium alpinum
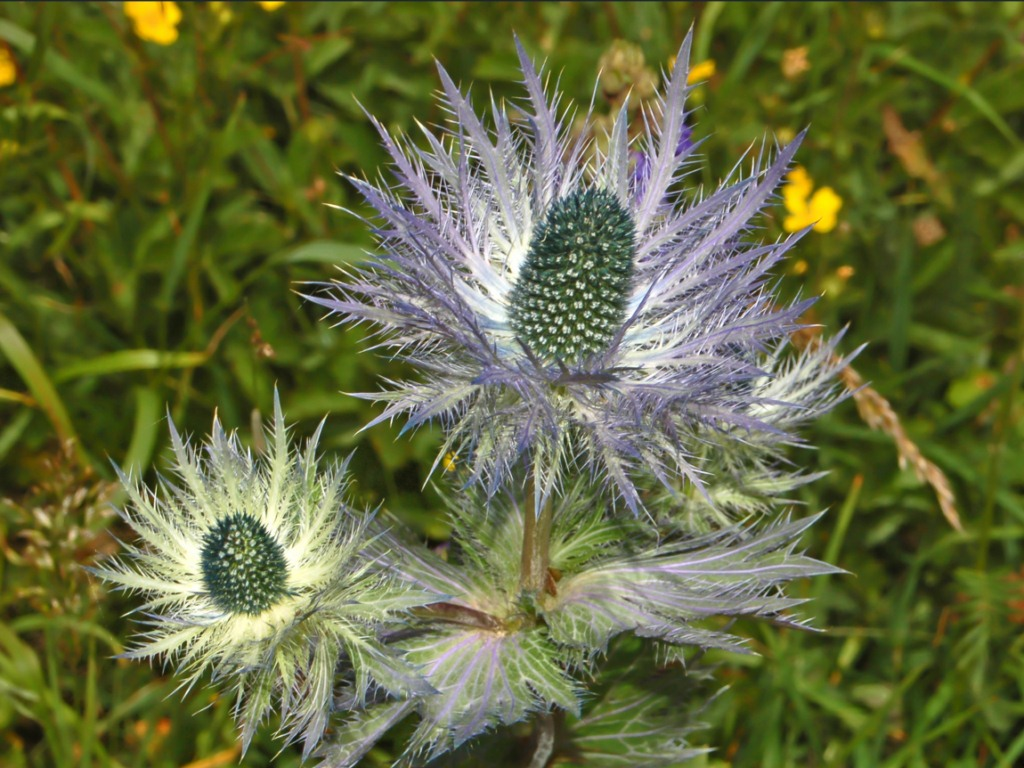
Inflorescències d'Eryngium alpinum